# Дуб Лемме (ботанічна пам'ятка природи)
Дуб Лемме́ — ботанічна пам'ятка природи місцевого значення в Україні. Об'єкт природно-заповідного фонду Одеської області. 
Розташований на території міста Одеса, вул. Чорноморська (навпроти буд. № 8). 
Площа — 0,011 га. Статус отриманий у 2010 році. Перебуває у віданні Комунальне підприємство «Міськзелентрест». 